# William Blumberg
William Blumberg (New York, 26 gennaio 1998) è un ex tennista statunitense.
Specialista del doppio, ha vinto tre titoli nel circuito maggiore, alcuni altri nel circuito Challenger e nel settembre 2022 ha raggiunto il 74º posto del ranking ATP. È stato il nº 4 del mondo tra gli juniores.

## Carriera

### Juniores
Nel 2014 si aggiudica la Coppa Davis Junior con gli Stati Uniti battendo in finale la Corea del Sud, contribuisce al successo vincendo tutti gli incontri in cui viene schierato nella fase finale della manifestazione, 5 in singolare e 3 in doppio. Nel 2015 arriva in finale in doppio all'Open di Francia categoria ragazzi in coppia con Tommy Paul, e viene sconfitto dagli spagnoli Álvaro López San Martín / Jaume Munar. Un mese dopo viene eliminato nei quarti di finale al torneo ragazzi di Wimbledon sia in singolare che in doppio. Nel gennaio 2016 raggiunge il 4º posto nella classifica mondiale juniores ITF, che resterà il suo miglior ranking, e continua a giocare nell'ITF Junior Circuit fino al luglio successivo.

### 2016-2021, successi nei campionati dei College statunitensi
Entra quindi nella squadra della University of North Carolina e subito viene fatto esordire titolare. Disputa cinque stagioni nei campionati statunitensi dei College ottenendo grande successo, diventando il primo giocatore nella storia della Intercollegiate Tennis Association (ITA)) a entrare negli All-America per cinque anni consecutivi sia in singolare che in doppio. Tra i vari premi guadagnati in questo periodo vi sono quelli di miglior esordiente nell'Atlantic Coast Conference (ACC) e di National Rookie dell'ITA nel 2017, miglior giocatore dell'ACC nel 2018, miglior giocatore senior dell'ITA nel 2020 ecc.

### 2014-2020, prime esperienze da professionista
Fa la sua prima isolata apparizione tra i professionisti nel gennaio 2014 al torneo ITF Futures USA F2, viene eliminato al primo turno in singolare mentre in doppio, in coppia con Frances Tiafoe, raggiunge la finale e vengono sconfitti da Jason Jung / Evan King. Torna a competere dopo oltre tre anni nel giugno 2017 e il primo risultato di rilievo è la semifinale raggiunta in singolare a luglio al Binghamton Challenger. Un mese più tardi debutta grazie a una wild-card nel circuito maggiore al torneo di doppio degli US Open e viene eliminato al primo turno; partecipa anche alle qualificazioni del singolare ed esce di scena al primo incontro. Molto impegnato nei campionati dei College, continua a giocare saltuariamente tra i professionisti per diversi anni senza ottenere risultati significativi.

### 2021, primo titolo ATP, tre titoli Challenger
Nel luglio 2021, con un'altra wild card, fa la sua seconda apparizione nel tabellone principale di un torneo del circuito ATP e conquista il titolo in doppio all'Hall of Fame Open di Newport in coppia con Jack Sock, sconfiggendo in finale Austin Krajicek e Vasek Pospisil. Nel settembre successivo conquista il primo titolo Challenger nel torneo di doppio a Cary in coppia con Max Schnur. Tra ottobre e novembre vince due tornei Challenger consecutivi a Las Vegas e Charlottesville, ancora in coppia con Schnur, ed entra per la prima volta nella top 200 del ranking ATP. Nell'arco della stagione vince quattro dei sette tornei disputati.

### 2022, due titoli ATP, un titolo Challenger e top 80
Torna a giocare con Schnur all'inizio del 2022, al primo impegno vengono eliminati al turno di esordio al Columbus Challenger e conquistano il titolo al successivo Cleveland Challenger. Ad aprile raggiungono la semifinale all'ATP 250 di Houston. Dopo la semifinale persa a giugno al Challenger 125 di Nottingham in coppia con Treat Conrad Huey, Blumberg porta il best ranking al 113º posto. A Wimbledon vince assieme a Casper Ruud il suo primo incontro in un torneo dello Slam e vengono eliminati al secondo turno. Si conferma campione al successivo torneo di Newport, questa volta in coppia con Steve Johnson, battendo in finale gli specialisti Raven Klaasen / Marcelo Melo per 6-4, 7-5. A Newport supera inoltre le qualificazioni in singolare, esordisce così nel circuito maggiore e viene subito eliminato da Benjamin Bonzi.
Il mese successivo vince il titolo di doppio al torneo ATP di Los Cabos in coppia con Miomir Kecmanović, in finale ritrova Klaasen / Melo che questa volta raccolgono un solo gioco. A fine torneo entra per la prima volta nella top 100 del ranking, all'85ª posizione. Eliminato al secondo turno al successivo Masters di Cincinnati, agli US Open esce di scena al primo turno e a fine torneo sale alla 74ª posizione; si mette in luce nello Slam newyorkese raggiungendo la semifinale in doppio misto in coppia con Caty McNally. Continua a giocare saltuariamente e nel finale di stagione non va oltre una semifinale Challenger.

### 2023, una finale ATP e due titoli Challenger
Nei primi mesi del 2023 si spinge fino ai quarti di finale nei tornei ATP solo a Dallas e Acapulco. Ad aprile vince il primo titolo stagionale al Challenger di Savannah in coppia con Luis David Martínez e si ripetono a inizio luglio vincendo il Modena Challenger. Dà forfait assieme a Casper Ruud al secondo turno a Wimbledon e disputa la prima finale ATP stagionale sull'erba di Newport – dove era campione uscente – gioca con Max Purcell e perdono in 3 set contro Nathaniel Lammons / Jackson Withrow. Non conferma il titolo neanche a Los Cabos ed esce dalla top 100. Esce di nuovo al primo turno agli US Open e perde le finali ai Challenger di Cary II e Tiburon.

### 2024, due finali ATP e ritiro
Inizia la stagione perdendo la finale al Challenger di Cleveland e all'ATP di Dallas, dove in coppia con Rinky Hijikata cede in tre set a Jordan Thompson / Max Purcell, con questi risultati rientra nella top 100. Sconfitto in semifinale a Los Cabos, apre la stagione sulla terra battuta arrivando in finale all'ATP di Houston assieme a John Peers e perde di nuovo contro Thompson / Purcell. Inizia un periodo di inattività dopo la finale persa ad aprile 2024 al Tallahassee Challenger in coppia con Luis David Martínez. Rientra a Wimbledon e viene eliminato al primo turno, esce nuovamente dalla top 100 dopo la sconfitta al primo turno anche al successivo Hall of Fame Open, dove aveva disputato la finale nelle tre precedenti edizioni. Raggiunge quindi la semifinale con Marcus Daniell al successivo Atlanta Open. Disputa poi gli US Open con Casper Ruud, venendo sconfitto al primo turno, e successivamente si ritira dal tennis a 26 anni.

## Statistiche
Aggiornate al 10 giugno 2024.

### Doppio

#### Vittorie (3)
| Legenda                   |
| Grande Slam (0)           |
| ATP Finals (0)            |
| ATP Tour Masters 1000 (0) |
| ATP Tour 500 (0)          |
| ATP Tour 250 (3)          |

| N. | Data           | Torneo                         | Superficie | Compagno          | Avversari in finale            | Punteggio   |
| 1. | 18 luglio 2021 | Hall of Fame Open, Newport     | Erba       | Jack Sock         | Austin Krajicek Vasek Pospisil | 6-2, 7-6(3) |
| 2. | 17 luglio 2022 | Hall of Fame Open, Newport (2) | Erba       | Steve Johnson     | Raven Klaasen Marcelo Melo     | 6-4, 7-5    |
| 3. | 6 agosto 2022  | Los Cabos Open, Los Cabos      | Cemento    | Miomir Kecmanović | Raven Klaasen Marcelo Melo     | 6-0, 6-1    |

#### Finali perse (3)
| Legenda              |
| -------------------- |
| Grand Slam (0)       |
| ATP Finals (0)       |
| ATP Masters 1000 (0) |
| ATP Tour 500 (0)     |
| ATP Tour 250 (3)     |

| N. | Data             | Torneo                                       | Superficie    | Compagno       | Avversari in finale               | Punteggio        |
| 1. | 23 luglio 2023   | Hall of Fame Open, Newport                   | Erba          | Max Purcell    | Nathaniel Lammons Jackson Withrow | 3-6, 7-5, [5-10] |
| 2. | 11 febbraio 2024 | Dallas Open, Dallas                          | Cemento (i)   | Rinky Hijikata | Max Purcell Jordan Thompson       | 4-6, 6-2, [8-10] |
| 3. | 6 aprile 2024    | U.S. Men's Clay Court Championships, Houston | Terra marrone | John Peers     | Jordan Thompson Max Purcell       | 5-7, 1-6         |

### Tornei minori

#### Doppio

##### Vittorie (6)
| Legenda tornei minori |
| Challenger (6)        |
| Futures (0)           |

| N. | Data              | Torneo                                                | Superficie  | Compagno            | Avversari in finale                   | Punteggio           |
| 1. | 18 settembre 2021 | Cary Challenger II, Cary                              | Cemento     | Max Schnur          | Stefan Kozlov Peter Polansky          | 6-4, 1-6, [10-4]    |
| 2. | 30 ottobre 2021   | Las Vegas Tennis Open, Las Vegas                      | Cemento     | Max Schnur          | Jason Jung Evan King                  | 7-5, 6(5)–7, [10-5] |
| 3. | 6 novembre 2021   | Charlottesville Men's Pro Challenger, Charlottesville | Cemento     | Max Schnur          | Treat Conrad Huey Frederik Nielsen    | 3-6, 6-1, [14-12]   |
| 4. | 5 febbraio 2022   | Cleveland Open, Cleveland                             | Cemento     | Max Schnur          | Robert Galloway Jackson Withrow       | 6-3, 7–6(4)         |
| 5. | 29 aprile 2023    | Savannah Challenger, Savannah                         | Terra verde | Luis David Martínez | Federico Agustín Gómez Nicolás Kicker | 6-1, 6-4            |
| 6. | 1º luglio 2023    | Modena Challenger, Modena                             | Terra rossa | Luis David Martínez | Roman Jebavý Vladyslav Manafov        | 6-4, 6-4            |

##### Sconfitte in finale (6)
| N. | Data              | Torneo                                     | Superficie  | Compagno            | Avversari in finale                   | Punteggio            |
| 1. | 19 gennaio 2014   | USA F2, Sunrise                            | Terra rossa | Frances Tiafoe      | Jason Jung Evan King                  | 7–6(4), 4-6, [6-10]  |
| 2. | 22 aprile 2023    | Tallahassee Tennis Challenger, Tallahassee | Terra verde | Luis David Martínez | Federico Agustín Gómez Nicolás Kicker | 6(2)–7, 6-4, [11-13] |
| 3. | 16 settembre 2023 | Cary Challenger II, Cary                   | Cemento     | Luis David Martínez | Andrew Harris Rinky Hijikata          | 4-6, 6-3, [6-10]     |
| 4. | 7 ottobre 2023    | Tiburon Challenger, Tiburon                | Cemento     | Luis David Martínez | Luke Johnson Skander Mansouri         | 2-6, 3-6             |
| 5. | 3 febbraio 2024   | Cleveland Open, Cleveland                  | Cemento     | Alex Lawson         | George Goldhoff James Trotter         | 7-6(0), 3-6, [8-10]  |
| 6. | 21 aprile 2024    | Tallahassee Challenger, Tallahassee        | Terra verde | Luis David Martínez | Simon Freund Johannes Ingildsen       | 5-7, 6(4)-7          |